# Heterogloeales
Ordre
L’ordre des Heterogloeales est un ordre d’algues de la classe des Xanthophyceae.

## Liste des familles
Selon AlgaeBase (15 mars 2022) et World Register of Marine Species (15 mars 2022) :
- Heterogloeaceae Fott ex P.C.Silva, 1979

Selon Catalogue of Life (16 mars 2022) et ITIS (16 mars 2022) :
- Characidiopsidaceae
- Heterogloeaceae
- Malleodendraceae